# Реставрація фресок Сікстинської капели

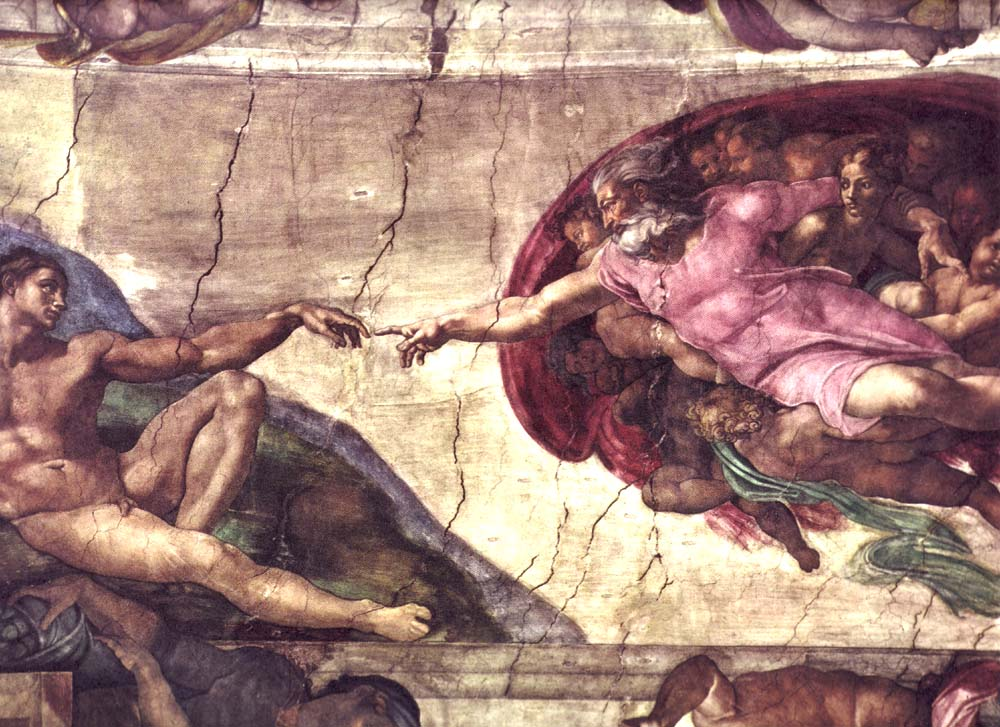
«Створення Адама» Мікеланджело до реставрації

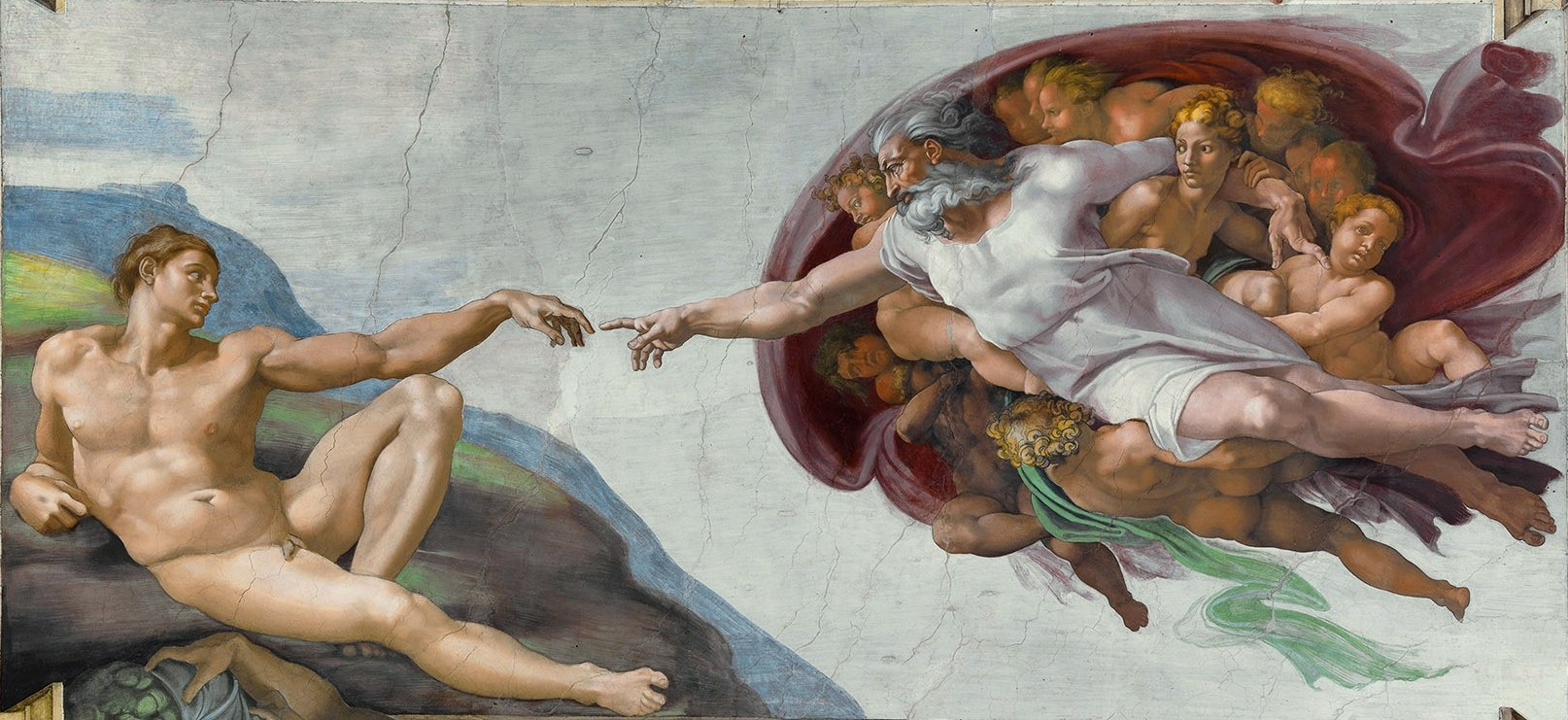
«Створення Адама» після реставрації

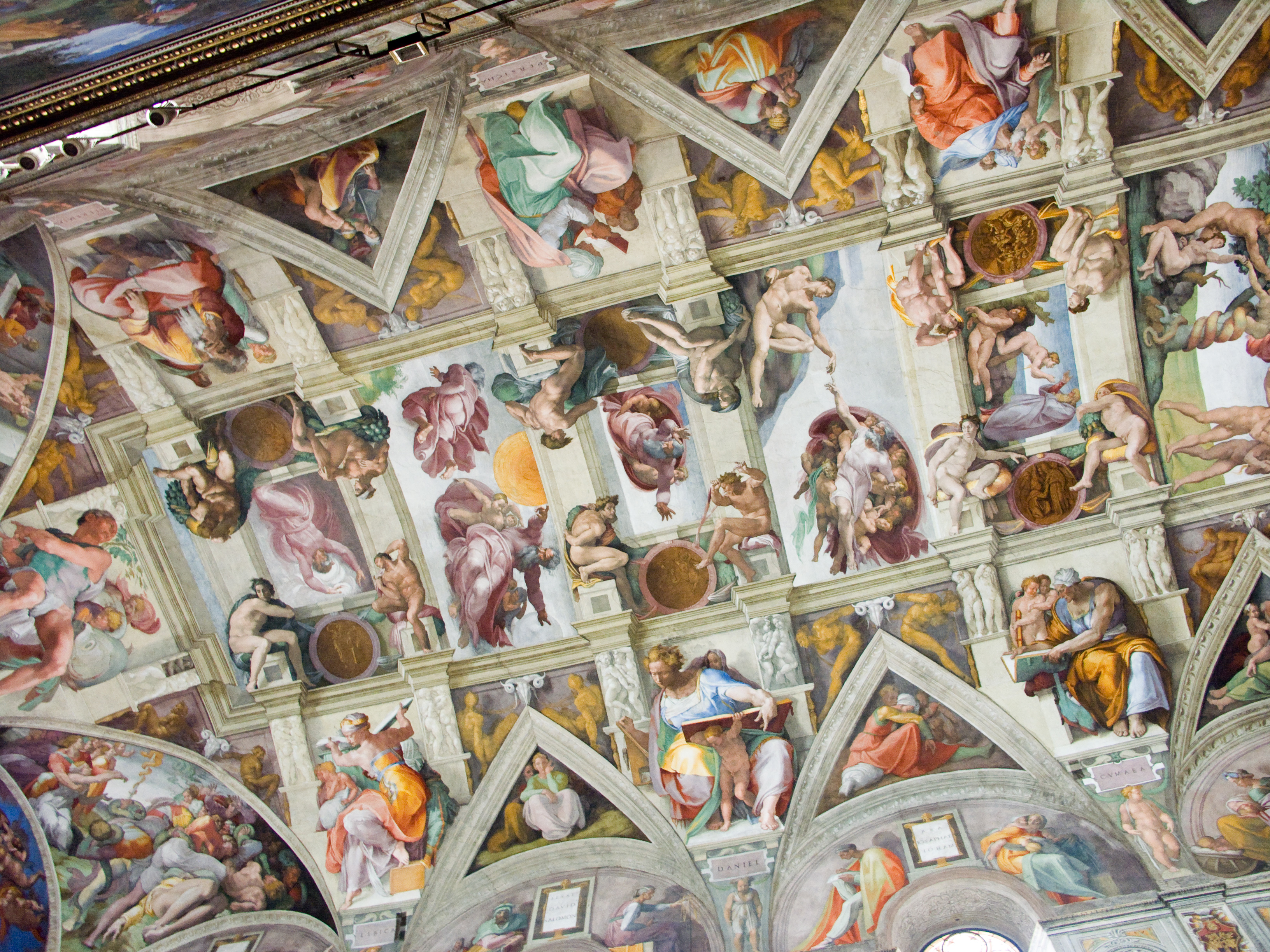
Фрагмент стелі Сікстинської капели, який вміщує вищенаведену фреску, після реставрації

Реставрація фресок Сікстинської капели — один з найбільших реставраційних проєктів, проведених у XX столітті.
Сікстинська капела була побудована у Ватикані на замовлення папи Сікста IV поруч із північною стороною собору Святого Петра у 1473–1481 роках. Її стіни розписували низка художників Відродження з числа найшанованіших в Італії кінця XV століття, зокрема, Гірляндайо, Перуджино і Боттічеллі. Пізніше оздоблення капели доповнив Мікеланджело — на замовлення папи Юлія II у 1508–1512 роках розписав стелю капели й на замовлення папи Климента VII на вівтарній стіні створив фреску «Страшний суд», завершивши її у 1541 році. Гобелени на нижньому рівні, виконані за картонами Рафаеля 1515–1516 років, довершили оформлення капели.
Разом картини становлять найяскравіший проєкт доби Відродження, а окремі роботи Мікеланджело на стелі належать до найвизначніших творів західного мистецтва усіх часів. Фрески Сікстинської капели, і особливо стеля з люнетами роботи Мікеланджело, реставрувалися декілька разів. Остання з цих реставрацій проводилася з 1980 по 1994 рік. Вона справила значне враження на поціновувачів мистецтва і мистецтвознавців, оскільки виявила кольори та деталі, яких не було видно впродовж століть. Дехто стверджував, що внаслідок цього «всі книги про Мікеланджело мають бути переписані». Інші піддали реставрацію різкій критиці, стверджуючи, що реставратори не зрозуміли справжніх намірів художника. Це питання донині є предметом суперечок.

## Попередні реставрації
До реставрації, розпочатої у 1980 році, фрески на стелі Сікстинської капели вже зазнавали низки втручань. Первісно проблеми зі стелею були викликані протіканням води з горішнього поверху. Близько 1547 року Паоло Джовіо писав, що стелю пошкоджують селітра і тріщини. Селітра спричиняє появу білого нальоту. Джанлуїджі Колалуччі, головний реставратор Лабораторії реставрації Paintings for Papal Monuments, Museums and Galleries, у своїй статті «Кольори Мікеланджело відкриті знову» стверджує, що попередні реставратори вирішували цю проблему косметично, застосовуючи лляну або горіхову олію, яка робила кристалічний осад прозорішим.
У 1625 році реставрацію провів позолотник Сімон Ладжі (Simone Lagi), який протирав стелю лляною тканиною і розчищав її, розтираючи хлібом. Іноді, щоб видалити стійкіші відкладення, він вдавався до змочування хліба. Він звітував, що фрескам «було повернуто колишню красу без будь-якої шкоди». Колалуччі стверджує, що Ладжі «майже напевно» наніс шари клейового лаку, щоб відновити кольори, але не написав про це у звіті в інтересах «збереження секретів ремесла [реставраторів]».
Наступну реставрацію проводили між 1710 і 1713 роками художник Аннібале Маццуолі і його син. Вони використовували обтирання губкою, змоченою грецьким вином; як припускає Колалуччі, це стало необхідним через кіптяву і бруд, що накопичувались в масляних шарах попередньої реставрації. Далі Маццуолі працював над стелею, згідно з Колалуччі, посилюючи контрасти підфарбовуванням деталей. Вони також поновлювали фарбою деякі ділянки, кольори на яких були втрачені через відкладення солей. Такі ділянки штрихувалися або оброблялися лінійними мазками. Колалуччі стверджує, що Маццуолі також застосовував багато клейового лаку. Ця реставрація була зосереджена на стелі, люнетам приділялася менша увага.
Передостанню реставрацію виконала Лабораторя реставрації Ватиканського музею у 1935–1938 роках. Метою роботи було закріплення певних ділянок інтонако у східній частині будівлі, а також часткове видалення кіптяви та бруду.

## Сучасна реставрація

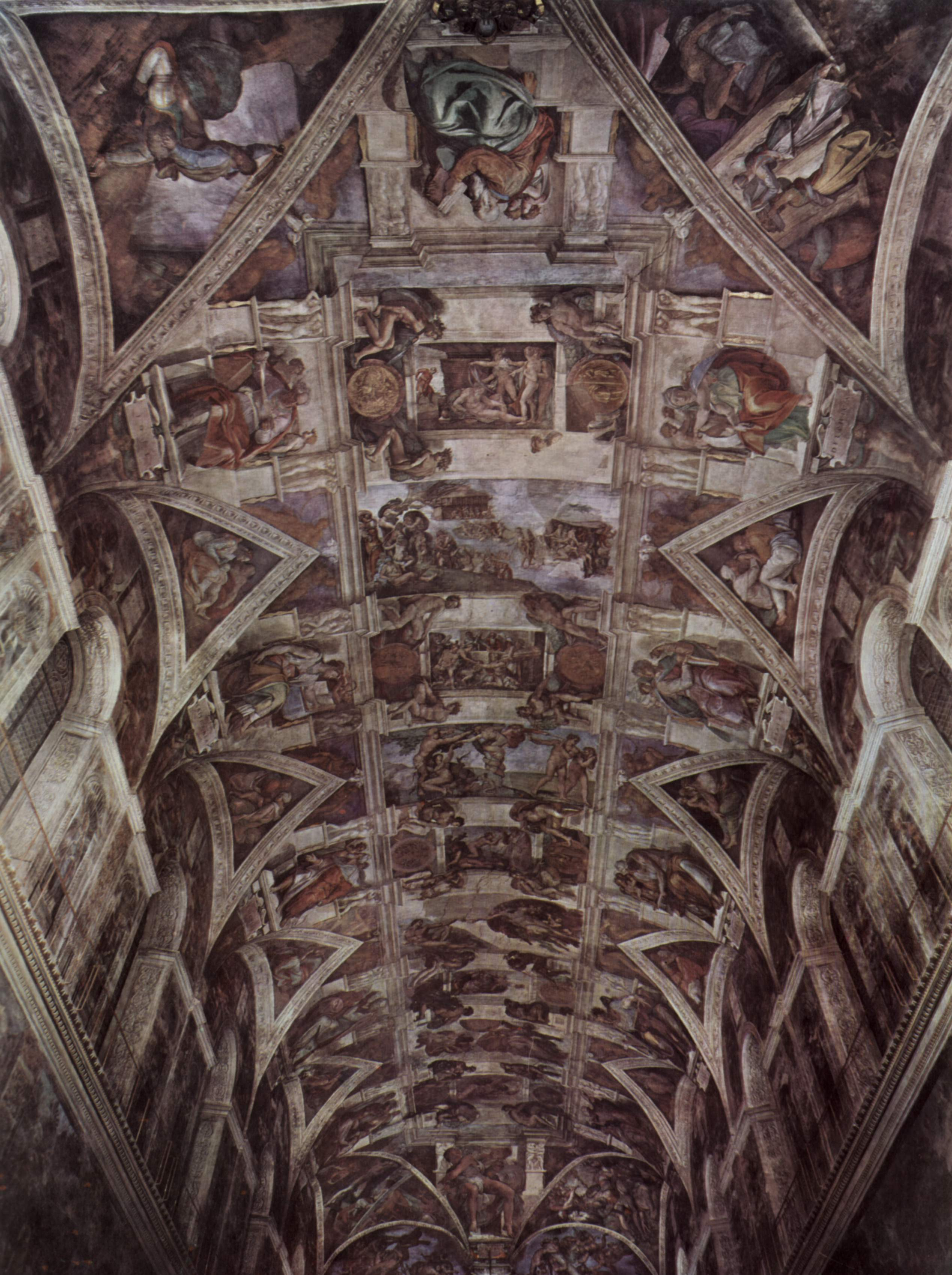
Сікстинська капела до реставрації

Попередні дослідження для проведення сучасної реставрації почалися у 1979 році. До групи реставраторів увійшли Джанлуїджі Колалуччі (Gianluigi Colalucci), Мауріціо Россі (Maurizio Rossi), П'єрджорджіо Бонетті (Piergiorgio Bonetti) та інші. У роботі вони керувалися «Правилами реставрації творів мистецтва» — офіційним правилами для процедур і методів реставрації, які були встановлені у 1978 році директором Ватиканської лабораторії реставрації картин Карло П'єтранджелі. Важливою складовою сучасної процедури реставрації, відповідно до цих правил, є вивчення і аналіз художнього твору. Частиною цього є фіксування кожного етапу процесу реставрації, його виконував фотограф Такасі Окамура з Nippon Television.
На першому етапі було проведено реставраційні роботи над люнетами Мікеланджело, вони тривали з червня 1980 по жовтень 1984 року. Потім розпочалась реставрація стелі, що закінчилася в грудні 1989 року; за нею відбулися роботи над фрескою «Страшний суд». Реставровану капелу урочисто відкрив папа Іван Павло II 8 квітня 1994 року. Кінцевий етап — реставрація стінних фресок — був схвалений у 1994 році і завершений 11 грудня 1999 року.

### Цілі реставраторів
Цілі реставраторів були такими:
- Подальше дослідження фресок, аналіз будь-яких знахідок і практичне застосування відповідних технічних рішень.
- Фіксування кожного кроку робіт в архівних звітах, на фотографіях і плівці.
- Використання тільки таких процедур і матеріалів, які є простими, ретельно протестованими, нешкідливими і реверсивними.
- Лагодження тріщин і пошкоджень, що загрожують стабільності тиньку.
- Видалення шарів забруднення, яке складали свічкова сажа та віск, що відкладалися через паління в капелі свічок протягом 500 років.
- Видалення дофарбовування, зробленого попередніми реставраторами, які намагалися протистояти дії кіптяви та інших нашарувань.
- Видалення рослинного і тваринного жиру, що застосовувались проти засолення в місцях протікання води.
- Видалення кристалічних нашарувань солі, що вибілили ділянки у місцях, де просочувалася вода.
- Консервація поверхонь, яким загрожує руйнування чи подальше псування через здуття і лущення.
- Обережне відновлення тих ділянок, де руйнування в той чи інший спосіб знищило деталі і викликало втрату цілісності, наприклад, заповнення сильної тріщини і зафарбування тиньку кольором оригіналу.
- Збереження на певних малих ділянках фізичної історії попередніх реставрацій.

### Підготовчий етап
У 1979 році Колалуччі провів серію експериментів, щоб обрати правильний підхід до реставрації фресок Сікстинської капели. Дослідження почалося з тестування невеликих ділянок стінної фрески «Суперечка про тіло Мойсея» Маттео да Лечче, фізичні та хімічні властивості якої подібні до техніки, використаної у фресках Мікеланджело. Проби з метою знайти правильний розчинник здійснювалися на невеликій частині люнета «Елеазар і Маттан».
Через висоту і недоступність фресок стелі точний характер пошкоджень і проблем, з якими мала зіткнутися група реставраторів, не міг бути повністю передбачений до прийняття рішення про реставрацію і встановлення риштування. За словами Колалуччі, група реставраторів не затверджувала певний єдиний підхід до усіх частин інтер'єру, натомість постійними елементами процесу були безперервний науковий аналіз і реакція реставраторів на проблеми, що потребували окремої ували.
Рішення про проведення повної реставрації було прийняте у 1980 році. Основне фінансування в розмірі 4,2 млн доларів США надала японська корпорація Nippon Television в обмін на право знімання.

### Риштування
Реставратори виконали перший етап реставрації — на вертикальних поверхнях і вигнутих пазухах склепінь навколо вікон — використовуючи алюмінієве риштування, що виступало трохи нижче люнетів і було закріплене з використанням тих дірок в стіні, які були зроблені для риштування Мікеланджело. Коли реставратори перейшли до стелі, вони теж застосовували систему, аналогічну Мікеланджело: в ній була залучена консольна полиця, що виступала з риштування і підтримувала аркову платформу. Переваги сучасних легких матеріалів дозволили зробити платформу на колесах, що полегшило її пересування по всій довжині будівлі без демонтажу і заміни, як робив Мікеланджело у 1506 році.

### Стан фресок
Дослідження 1979 року показали, що весь інтер'єр капели, і особливо стеля, були покриті свічковою кіптявою, що містила віск і сажу (аморфний вуглець). Люнети над вікнами (основним джерелом вентиляції) були надзвичайно забруднені димом і вихлопними газами з міста і були «набагато бруднішими, ніж сама стеля». Будівля не була цілком стабільною і до роботи Мікеланджело 1508 року вже значно зсунулась; це спричинило розтріскування стелі, а тріщина у вітрилі «Юдиф» була настільки великою, що перед розписом її довелось заповнювати цеглою та будівельним розчином. Горішня частина стелі через тріщини й просочування води давала Мікеланджело нерівну поверхню.
Вода, що надалі просочувалась з даху і з відкритих зовнішніх проходів вище рівня стелі, намила солі з будівельного розчину, які після випаровування відкладалися на стелі. Місцями це призвело до утворення бульбашок і здуття поверхні фресок. І хоча зміна кольору була серйозною проблемою, бульбашки такої проблеми не становили, оскільки тонкість і прозорість фарби, з якою Мікеланджело працював на більшій частині стелі, дозволяла солям пройти наскрізь і не накопичуватися під поверхнею.
Всі попередні реставрації залишили свої сліди на фресках. Для протидії вибілюванню, спричиненому засоленням, використовували тваринний жир і рослинну олію, які ефективно робили кристали солі прозорими, але залишали липкий шар, котрий накопичував бруд. Додатковою проблемою, найочевиднішою на малих путті, які тримають таблички з іменами на вітрилах, була селітра, що просочувалася через маленькі тріщини і проявлялася у вигляді темних кілець на поверхні. На відміну від білих кристалічних відкладень солі, плями від селітри не могли бути вилучені й були необоротними. На багатьох ділянках застосовувалися шари лаку і клею, вони потемнішали і стали менш прозорими. Реставратори перемальовували деталі на затемнених областях для відновлення деталей фігур. Це особливо стосувалося люнетів, пазух склепіння і нижніх частин вітрил.
Ретельна експертиза показала, що не рахуючи відкладень кіптяви, відкладень від просочування та структурних тріщин, тонка «мальовнича шкіра» фресок Мікеланджело була у відмінному стані. Колалуччі відзначає, що Мікеланджело використовував найкращі з можливих фрескових технік, як це описував Вазарі. Більша частина фарби добре трималася і вимагала лише малого ретушування. Тиньк, або інтонако, по якому виконувався малюнок, був здебільшого надійним, оскільки попередні реставратори зміцнювали його бронзовими шпильками.

### Втручання
До реставрації група протягом шести місяців досліджувала структуру і стан фресок, опитувала членів групи, що реставрувала фрески у 1930-х роках, а також проводила детальне наукове дослідження, щоб з'ясувати, які розчинники й методи було б найкраще використовувати на окремих пофарбованих поверхнях.

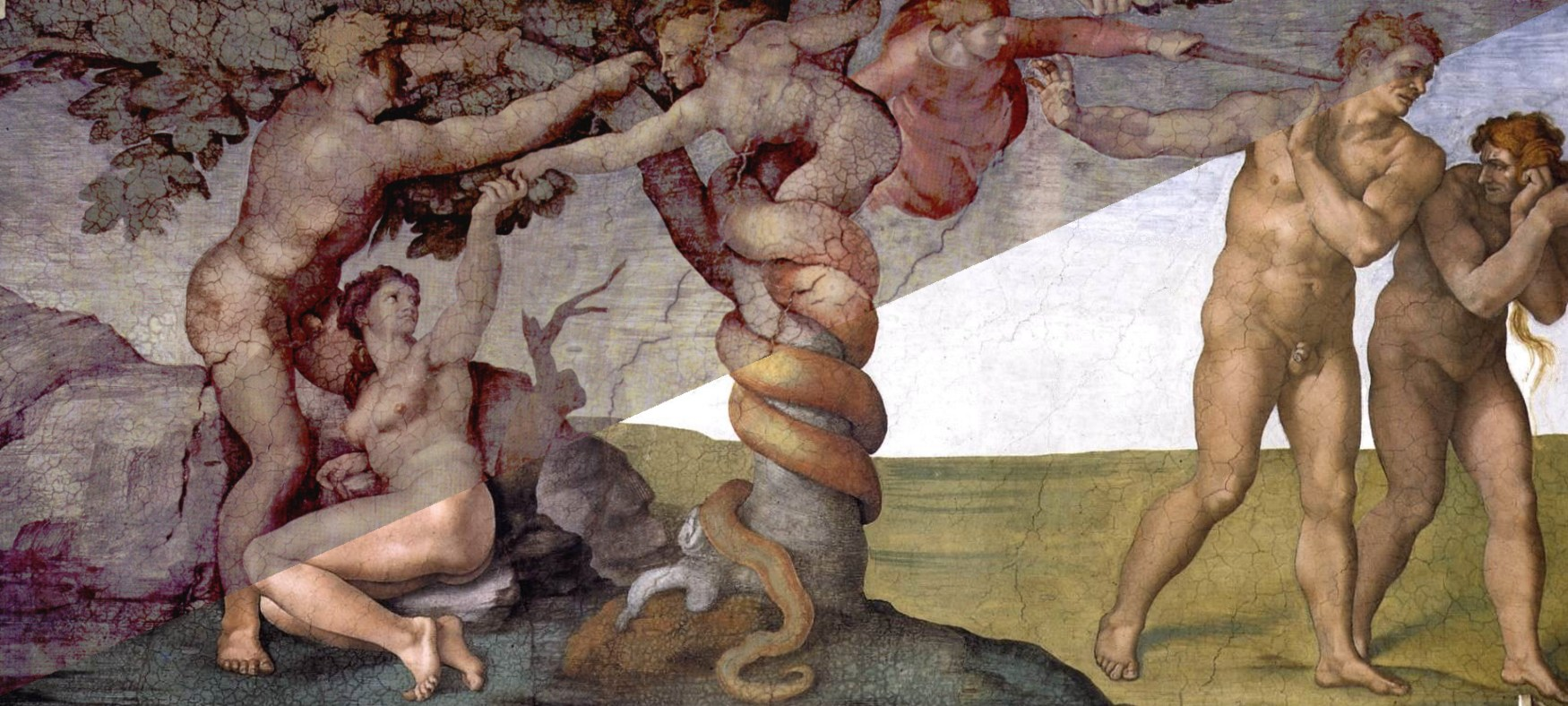
Складене зображення «Гріхопадіння і вигнання Адама і Єви» Мікеланджело. Вгорі ліворуч — до, внизу праворуч — після реставрації.

Першим етапом фізичної реставрації було повторне прикріплення всіх ділянок поверхні тиньку (близько 5 мм завтовшки), яким загрожувало відшарування і відвалювання. Це робилося упорскуванням полівінілацетатної смоли. Бронзові скоби, що використовувалися раніше для стабілізації поверхні, в тих місцях, де вони викликали тріщини, були видалені, а отвори заповнені. Барвники, які не дуже добре трималися, приклеювалися із застосуванням розведеної акрилової смоли.
Реставратори промивали поверхні за допомогою різних розчинників. Дистильована вода, де можливо, використовувалася для видалення сажі і водорозчинних клеїв. Ретуш і дофарбовування від попередніх реставрацій видалялися желатиновим розчинником, який застосовувався в кілька етапів з певною тривалістю і змивався дистильованою водою. Сольові відкладення карбонату кальцію оброблялися розчином диметилформаміда. На завершальному етапі слабкий розчин акрилового полімеру застосовувався для зміцнення й захисту поверхні та подальшої промивки.
За необхідності певні ділянки ретушувалися аквареллю для з'єднання образотворчого матеріалу. Ці ділянки відрізняються текстурою з вертикальними мазками, котрі непомітні на відстані; але вони легко розпізнаються як реставраційна робота при близькому розгляді.
Деякі невеликі ділянки залишили нереставрованими з метою збереження фізичної історії попередніх реставрацій, наприклад, одна ділянка залишена з дофарбовуванням і свічковим воском, а інша ділянка демонструє спробу протидіяти засоленню за допомогою олії.

## Захист фресок від середовища
Після видалення з поверхонь фресок шарів свічкового воску, лаку і тваринного клею, вони опинилися в небезпеці через фактори, які не могли передбачити попередні реставратори. Одними з головних загроз стали автомобільні вихлопи, а також ефекти від натовпів туристів, що кожного дня проходять через капелу, приносячи з собою тепло, вологість, пил і бактерії. Чисті поверхні штукатурки виявились більш чутливими до впливу цих руйнівних факторів, ніж коли вони були покриті кіптявою.
Раніше вентиляція у Сікстинській капелі здійснювалась тільки через вікна на верхньому рівні стін. Для запобігання потраплянню вихлопних газів та інших забруднювачів, що наносяться вітром, вікна сьогодні постійно закриті й встановлена система кондиціювання повітря. Установка цієї системи була здійснена Carrier з корпорації United Technologies у співпраці з ватиканською дирекцією технічних служб. Вона спроєктована таким чином, щоб протидіяти різним проблемам, специфічним для капели, зокрема проблемі швидкої зміни температури і вологості, що відбувається з початком допуску перших туристів вранці та з уходом останніх відвідувачів ввечері. Система кондиціювання регулює не тільки температуру, але й відносну вологість між літніми та зимовими місяцями, тому зміни в атмосферному середовищі відбуваються поступово. Температура повітря у районі стелі підтримується на помірному рівні, в той час як внизу приміщення повітря холодніше і циркулює швидше, внаслідок чого частинки бруду падають на підлогу, а не підіймаються догори. Бактерії та хімічні забруднювачі відфільтровуються.
Специфікація середовища:
- Повітряні фільтри: видаляють частинки понад 0,1 мкм.
- Температура повітря: 20 °C влітку, поступово змінюється до 25 °C взимку.
- Відносна вологість біля стелі: 55 % ± 5 %.
- Датчики: 92, з яких близько половини для резервних цілей.
- Проводка: 26 км.

## Реакція на реставрацію

### Критика і схвальні відгуки
Анонсування реставрації Сікстинської капели викликало шквал запитань і заперечень від істориків мистецтва в усьому світі. Одним з найактивніших критиків був Джеймс Бек з ArtWatch International, який постійно попереджав про можливість пошкодження роботи Мікеланджело надмірно завзятою реставрацією. Постійно висувався аргумент про те, що всі попередні втручання завдавали шкоди того чи іншого роду. Будь-яка реставрація, на відміну від консервації, піддає твір мистецтва ризику. Натомість консервація сприяє збереженню роботи в її нинішньому стані й запобігає подальшому руйнуванню. Бек висловив свою стурбованість в публікації «Реставрація, культура, бізнес і скандал».
У риториці цієї розмови, [реставратори] кажуть, що попередня реставрація не була хорошою — тепер ми робитимемо дійсно хорошу. Це як підтяжка обличчя. Скільки разів люди можуть через неї проходити без того, щоб їхні бідні обличчя виглядали як апельсинова шкірка?— Джеймс Бек

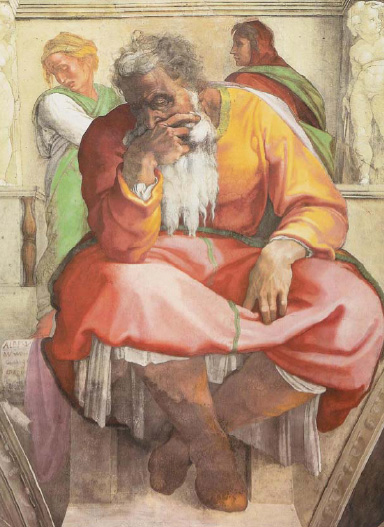
Єремія, що оплакує зруйнування Єрусалима.

У той час як Джеймс Бек вів публічні дебати з Джанлуїджі Колалуччі, нью-йоркський артдилер Рональд Фельдман організував петицію, яку підтримали 15 відомих художників, зокрема Роберт Мазервелл, Джордж Сегал, Роберт Раушенберг, Крісто та Енді Воргол, з проханням до папи Івана Павла II припинити реставрацію капели, а також «Тайної вечері» Леонардо да Вінчі.
Обов'язком реставраційної групи було прозоре проведення всіх маніпуляцій, щоб журналісти, історики мистецтва та інші люди з сумлінним інтересом мали вільний доступ до інформації та перегляду роботи. Проте право знімання отримала лише одна компанія — Nippon Television. Майкл Кіммельман, головний арткритик «Нью-Йорк Таймс», писав у 1991 році, що критика реставрації стелі та люнетів частково розпалювалась небажанням Nippon Television оприлюднювати фотографії, зроблені на умовах ексклюзивних прав, які увічнювали всі етапи процесу і які були єдиним твердим доказом того, що робота ведеться належним чином.
Як стверджував Кіммельман, причиною небажання оприлюднювати фотографії, що могло б покінчити з найгіршими побоюваннями багатьох зацікавлених сторін, був намір компанії видати обмеженим тиражем великий двотомник («такий великий, як кавовий столик») ціною у 1000 доларів. На думку арткритика те, що ці фотографії стали доступними тільки небагатьом, хто спроможний дозволити собі захмарну ціну, є «нешляхетним» і «аморальним».
По мірі виконання робіт були й ті, хто приходив у захват; папа Іван Павло II після кожного етапу виголошував урочисту гомілію. У грудні 1999 року, після завершення роботи над стінними фресками, він сказав:
Було б складно знайти красномовніший наочний коментар до цих біблійних образів, ніж Сікстинська капела, повною пишністю якої ми можемо сьогодні насолоджуватись завдяки завершеній реставрації. Нашу радість поділяють віряни в усьому світі, що цінують це місце не тільки за шедеври, які воно містить, але й за роль, яку воно відіграє в житті Церкви.— Папа Іван Павло II

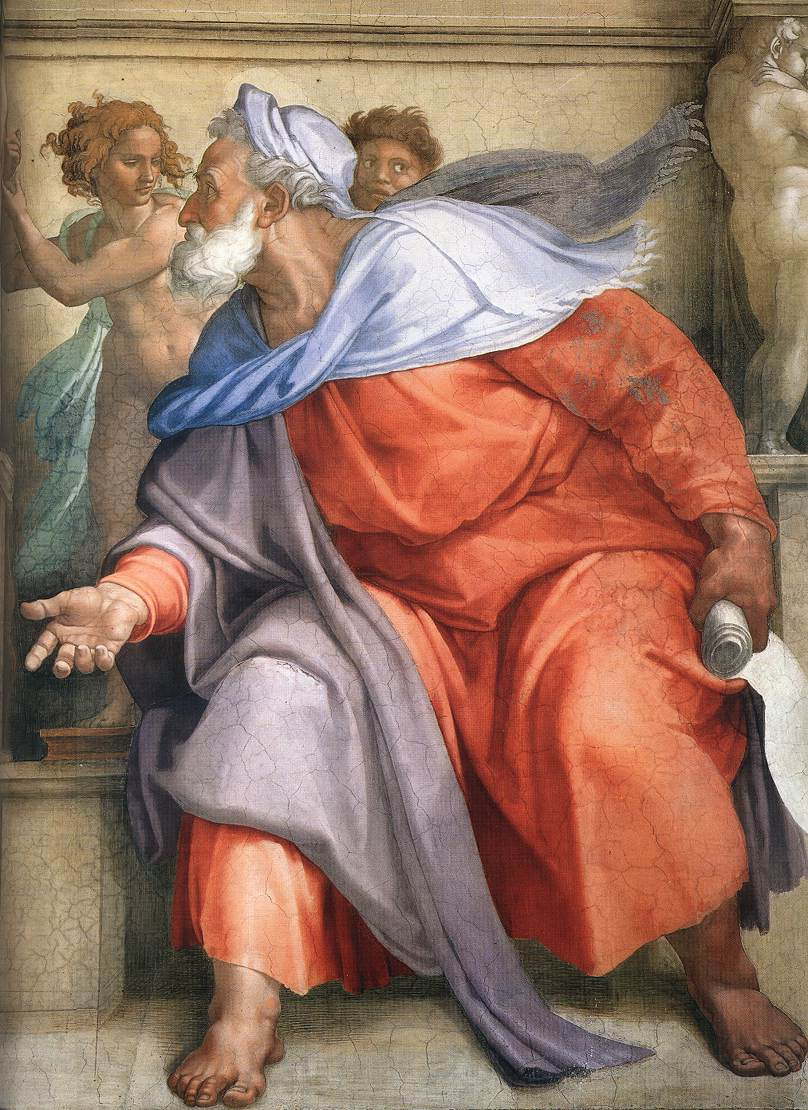
Пророк Єзекіїль чує голос Божий.

Кардинал Едмунд Шока, губернатор Ватикану, сказав: «Ця реставрація і майстерність реставраторів дозволяють нам споглядати картини так, ніби нам дали можливість бути присутніми на їх першому показі».
Неназваний автор компанії Carrier, котра встановлювала систему кондиціювання для збереження фресок надалі, був ще більш красномовний:
Як художник, Мікеланджело покладався на Божественне світло, щоб творити. Як спостерігачі, ми покладаємось на нього, щоб бачити велич художника. Як тим, хто живе в останні роки XX століття, нам пощастило, тому що мільйони інших людей за останні чотири з половиною століття бачили фрески Мікеланджело через закопчене скло. … Кіптява, що накопичувалась століттями, притупила кольори і стерла деталі. Вона зробила фрески плоскими і позбавила їх соковитих округлостей. Але завдяки десятирічним зусиллям ватиканських реставраторів маску знято.
Інші автори висловлювалися менш схвально. Ендрю Вордсворт з видання The Independent, Лондон, висловив основну причину занепокоєння:
Схоже, мало сумнівів залишається в тому, що стеля Сікстинської капели була частково намальована а секко (себто, по сухому тиньку), однак реставратори, тим не менш, вирішили, що необхідне радикальне очищення, враховуючи кількість бруду, що накопичилася (зокрема, від свічкового диму). Як наслідок стеля тепер має дуже розмитий вигляд, з гарними, проте позбавленим смаку колоритом — ефект, абсолютно несхожий на інтенсивно чуттєві скульптури Мікеланджело.— Ендрю Вордсворт
Це вирішальне питання також підкреслював Джеймс Бек і ясно виразив на своєму вебсайті художник Пітер Лейн Аргімбо.

### Питання, підняті критиками
Складовою реставрації Сікстинської капели, котра викликала найбільшу стурбованість, була розписана Мікеланджело стеля. Поява з темряви яскраво розфарбованих Предків Христа викликало побоювання, що при розчищенні використовується занадто різкий процес. Усупереч попереджень, робота над стелею тривала і, на думку таких критиків, як Джеймс Бек, коли стеля була завершена, найгірші побоювання підтвердилися.
Причина розбіжностей лежить в аналізі та розумінні техніки, яку застосовував Мікеланджело, і дій реставраторів відповідно до їхнього розуміння цієї техніки. Дослідження фресок на люнетах переконало реставраторів в тому, що Мікеланджело працював суто в буон фреско; це означає, що художник малював тільки по свіжому тиньку і кожен фрагмент роботи закінчувався, поки тиньк залишався в свіжому стані. Іншими словами, Мікеланджело не працював а секко, він не повертався до своєї роботи пізніше і не додавав деталі на сухий тиньк.
Реставратори, припускаючи, що художник використовував однаковий підхід в малюванні, використали однаковий підхід в реставрації. Було вирішено, що весь темний шар тваринного клею і  сажі, весь віск і всі перефарбовані ділянки були тим чи іншим забрудненням: відкладеннями диму, попередніми спробами реставрації та підмалюванням реставраторів в спробі пожвавити зовнішній вигляд твору. Ґрунтуючись на цьому рішенні, відповідно до критичного трактування наявних даних по реставрації, зробленому Аргімбо, хіміки реставраційної групи вирішили застосувати розчинник, який ефективно зняв зі стелі все до самого тиньку, просоченого фарбою. Після обробки залишилося тільки те, що було намальовано в буон фреско.

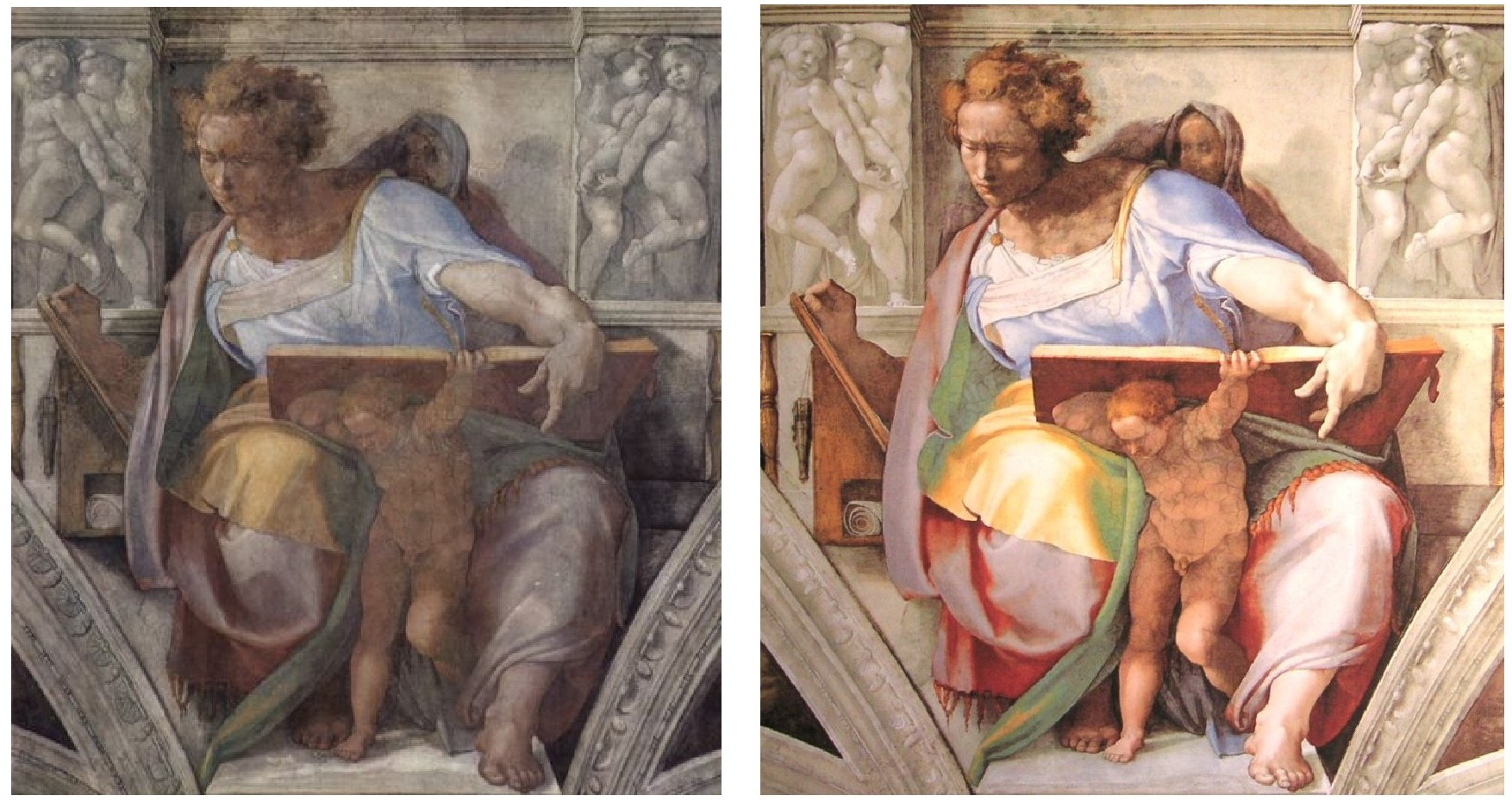
Даниїл, до і після реставрації.

На думку критиків, невіддільною проблемою цього підходу було те, що він цілком покладався на припущення, що Мікеланджело малював тільки в буон фреско, що він завжди був задоволений результатом в кінці дня, і що за чотири з половиною роки, витрачених на стелю, він дотримувався виключного одного підходу, ніколи не робив змін і не додавав деталей. Аргімбо на своєму вебсайті цитує керівника групи Колалуччі, котрий в цьому питанні сам собі суперечить.
Стисле викладення відповідних тверджень Колаллуччі, в порядку, в якому вони наведені в Додатку, названому «Кольори Мікеланджело відкриті», має такий вигляд:
Літні реставратори, які брали участь у реставрації 1930-х років, були опитані в рамках підготовчого процесу. Вони стверджували, що Мікеланджело працював над фресками а секко з використанням «велатури»  або глазурі як в'яжучої речовини. Колалуччі заперечує це, заявляючи, що Мікеланджело працював суто в буон фреско. Потім Колалуччі суперечить цьому, заявляючи, що Мікеланджело працював а секко, але «в мінімальному ступені» і «зовсім не в люнетах».
Надалі Колалуччі говорить про «суворе дотримання» Мікеланджело техніки буон фреско; потім суперечить цьому, описуючи ретушування а секко, які Мікеланджело робив на плечі Елеазара і нозі Ровоама, обидва з яких — люнети. Потім він говорить, що Мікеланджело працював в буон фреско без власне пентіменто (пентіменто означає зміни), але тільки з малими корекціями на фресках.
Невпинну критику викликає те, що реставратори припустили, що знають, якого кінцевого результату намагався досягти майстер у всіх конкретних випадках на стелі і яким методом він користувався для його досягнення. Розбіжності у поглядах на це питання були кричущими й залишилися невирішеними.

### Проблема сажі
Реставратори вважали цілком очевидним, що всі шари жиру і кіптяви на стелі були результатом свічкового диму. Всупереч цьому погляду, Джеймс Бек та багато художників припускають, що Мікеланджело використовував сажу (carbon black) в шарі клею, щоб накласти тіні і чіткі темні контури а секко. Якщо це так, тоді велика частина була видалена під час реставрації.
На деяких фігурах, однак, залишилися чіткі свідчення малювання сажею. Очевидним поясненням цього є те, що за довгий час, коли Мікеланджело був за роботою, він, можливо, з низки причин змінював свою техніку. Серед факторів, що можуть вплинути на ступінь обробки в окремій джорнаті (giornata), — температура і вологість у цей день і довжина світлового дня. Незалежно від причини цієї різниці, різниця в підході до світла й тіні на окремих фігурах очевидна.
Залишилися інтенсивні ділянки тіней, що виводять Кумську сивілу у рельєф. Але це більше, ніж рельєф, це та тривимірність, яку поціновувачі мистецтва очікують побачити у творця, котрий виліпив Мойсея. Критики реставрації стверджують, що такою була мета Мікеланджело і що на багатьох його фресках яскраві контрастні кольори були викладені поруч, а потім доопрацьовані а секко для досягнення цього ефекту, і що це було втрачене при занадто скрупульозному очищенні.
На відреставрованій стелі всюди втрачена зроблена а секко чітка деталізація архітектури: мушлі морських гребінців, жолуді і орнамент «bead and reel», котрий Мікеланджело, можливо, давав завершити помічникові, коли переходив на нову поверхню. Обробка цих деталей істотно різниться. В деяких місцях, наприклад, навколо пазухи склепіння з Єзекією, архітектурні деталі були намальовані в буон фреско і залишилися недоторканими.

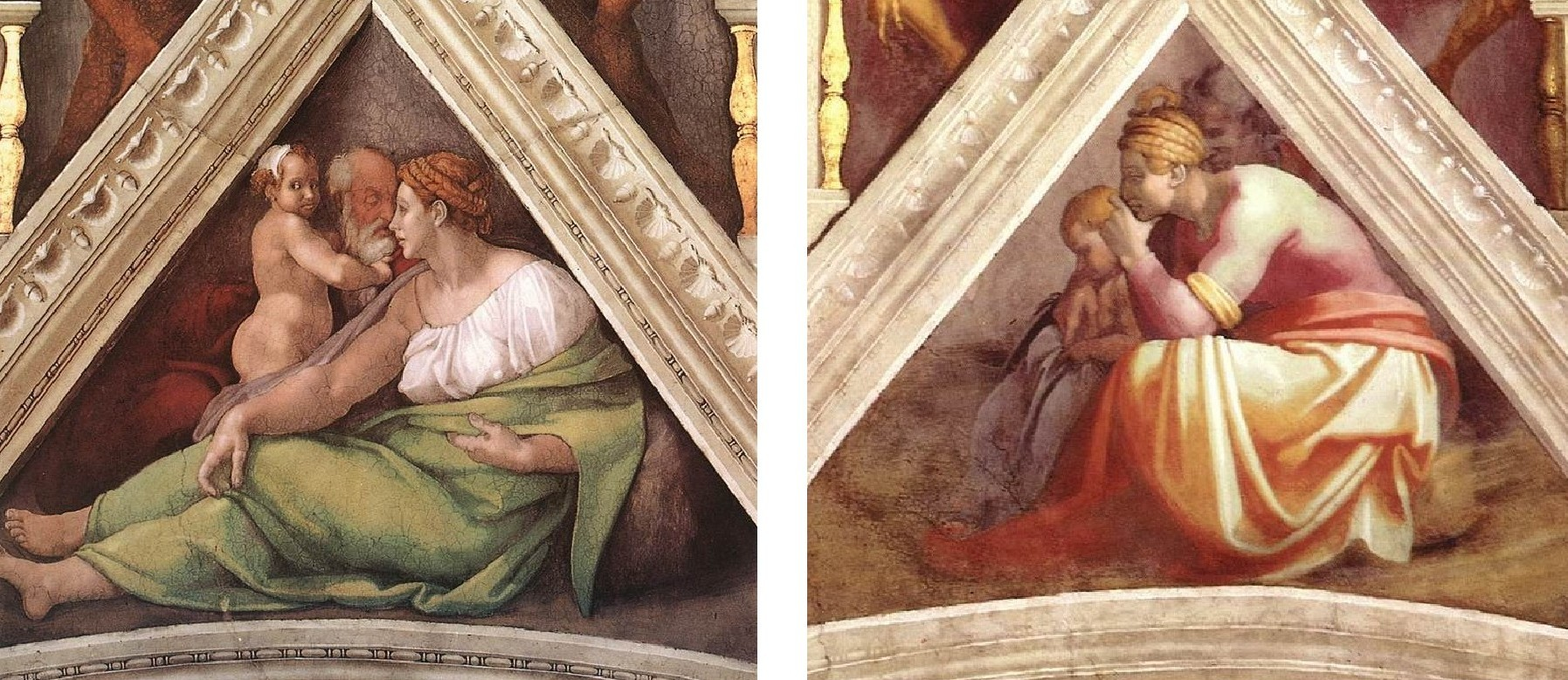
Різний стан двох схожих пазух склепінь після реставрації. На лівій пазусі чорна деталізація одягу, очей та архітектурних деталей збереглася. На правій ці деталі були втрачені в процесі очищення.

Порівняння двох пазух склепінь показує їх різний стан після реставрації. Та, що зліва, має тіні та деталі, промальовані чорним. Зелений одяг з жовтими світлими тонами був доопрацьований розмиванням чорним і окреслений глибокою тінню. На імітованих архітектурних деталях кожен елемент промальований чорним. Очі дитини деталізовані чорним і білим. Те, що ці деталі залишилися, дозволяє припустити, що вони були закінчені, коли тиньк був сирим. Вся пазуха справа має незакінчений вигляд. До розчищення вона теж мала чорне промальовування тіней одягу та архітектурних деталей.
На кутових вітрилах, кожен з яких зображує сцену з насильством, видалення сажі знизило драматичну інтенсивність всіх чотирьох сцен. Це особливо помітно у втраті глибини в сцені «Покарання Амана». Якщо раніше фігура різко виступала на темному затіненому тлі, то тепер драматичність сцени загублена в пастельній монотонності, яка залишилась.

### Колір
Куратор Фабріціо Манчінеллі посилається на французького мандрівника XVIII століття де Лаланда, який писав, що забарвлення стелі було в той час монотонним, «з тенденцією до тьмяного червоного і сірого». Манчінеллі пише, що реставрація відкриває «нового Мікеланджело» як колориста і що цей «новий характер набагато краще підходить до свого історичного становища». Далі він каже, що проникливі глядачі Сікстинської капели завжди знали, що діапазон кольорів, використаний при створенні фресок, сильно відрізнявся від того, що можна було побачити, і включав такі ж рожевий, яблучно-зелений, жовтогарячий, жовтий та блідо-синій, які використовував учитель Мікеланджело, Доменіко Ґірляндайо, один з найкомпетентніших майстрів фрески епохи Відродження.
Іскриста палітра мала б очікуватись реставраторами, оскільки таку ж гамму кольорів видно в роботах Джотто, Мазаччо і Мазоліно, Фра Анджеліко і П'єро делла Франческа, як і самого Ґірляндайо і пізніших художників фрески, таких як Аннібале Карраччі й Тьєполо. Причина використання цієї колірної гами в тому, що багато інших барвників непридатні для фресок, оскільки через свої хімічні властивості вони погано взаємодіють з сирим тиньком. Колір, брак якого помітний на стелі Мікеланджело, але не на композиції «Страшний суд», — яскраво-синя ляпіс-лазур. Цей колір, що отримується подрібненням напівдорогоцінного каміння, завжди застосовувався на другій стадії, а секко, разом із сусальним золотом для німбів і оздоблення одягу.

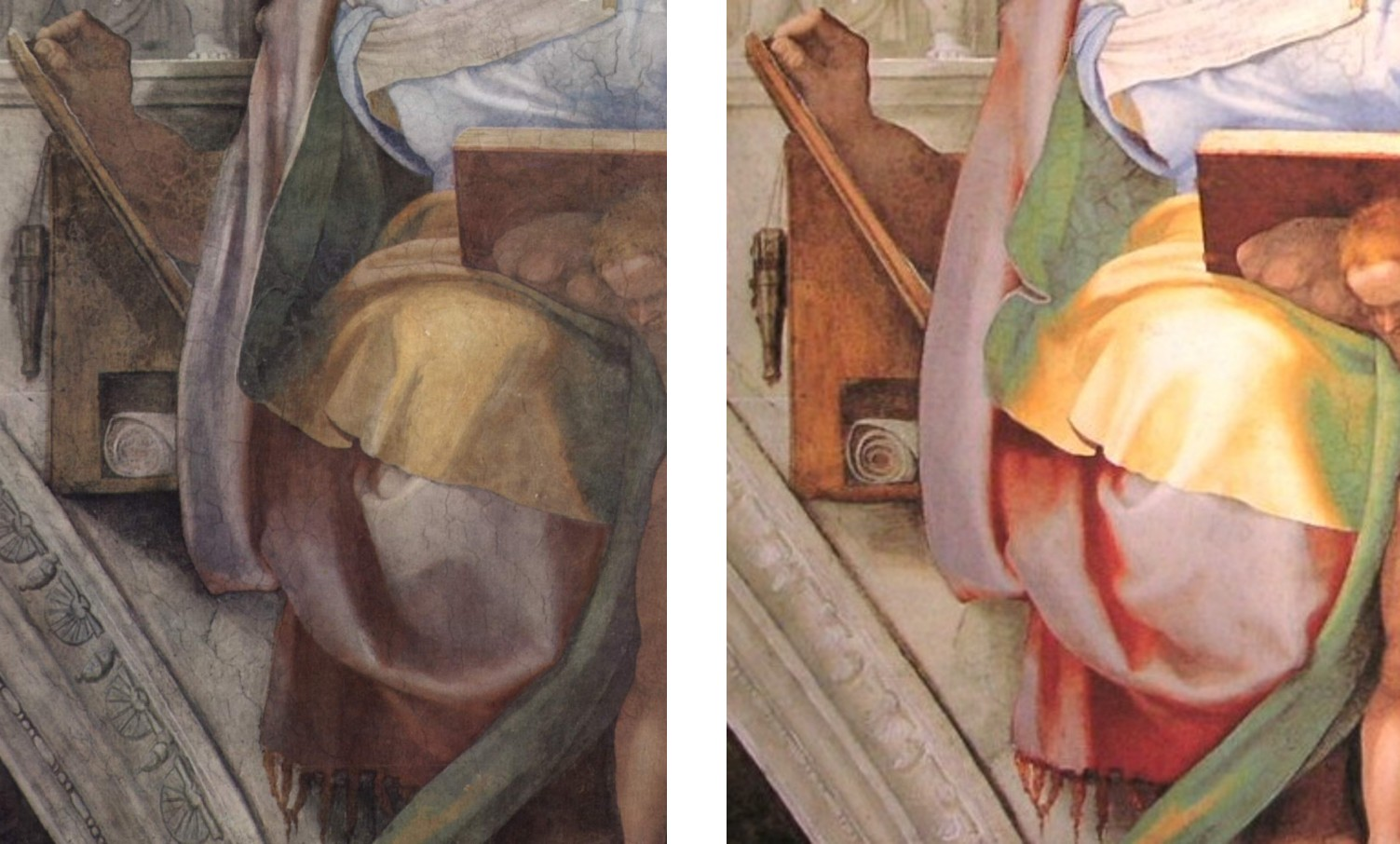
Права рука і коліно Даниїла. На нереставрованій фресці червона підмальовка проступає через чорне розмивання а секко, додаючи свічення тіням. Форми коліна і нижньої частини ноги під одягом досягаються чорним розмиванням.

Аспектом кольору, який виявився найнесподіванішим, є поводження Мікеланджело з тінями. Типовим прикладом можуть слугувати Лівійська сивіла і пророк Даниїл, що розташовані поруч. Колірне вирішення жовтого вбрання Сивіли у Мікеланджело яскраво-жовте у відблисках і проходить через ретельно вибудувані тони від темно-жовтого до блідо-помаранчевого, темнішого помаранчевого і до майже червоного в тінях. Хоча червоні тіні самі по собі є незвичними для фресок, така градація по сусідніх частинах спектра — досить природне рішення. На одязі Даниїла такої рівної градації немає. Жовта підкладка його плаща  раптом стає в тінях щільно-зеленою, а рожево-бузковий колір стає в тінях яскраво-червоним. Ці поєднання кольорів, які можна найкраще описати як райдужні, можна знайти у різних місцях стелі, зокрема, на панчохах  юнака на люнеті «Маттан», на яких блідо-зелений переходить у червоно-фіолетовий.
В деяких випадках поєднання кольорів виглядає кричущим: особливо це так у випадку з постаттю пророка Даниїла. Порівняння нереставрованої та реставрованої фігур дає переконливий доказ того, що Мікеланджело працював над цією фігурою з розмиванням сажі і що така техніка була запланована. Яскраво-червоний колір, використаний на одязі Даниїла і Лівійської сивіли, сам по собі не створює ефектних тіней. В цьому і багатьох інших випадках він, як видається, був задуманий як підмальовок, що лише проглядається через тонкий шар чорного і з виділенням глибших тіней інтенсивнішим чорним, як і залишилось на Кумській сивілі. Таке використання яскравих, контрастних кольорів як підмальовок нехарактерне для фресок, але часто застосовується в олійному живописі і в темпері. Як і у Даниїла, жовте вбрання Лівійської сивіли колись мало набагато витонченіші відтінки в складках і тінях, ніж тепер.

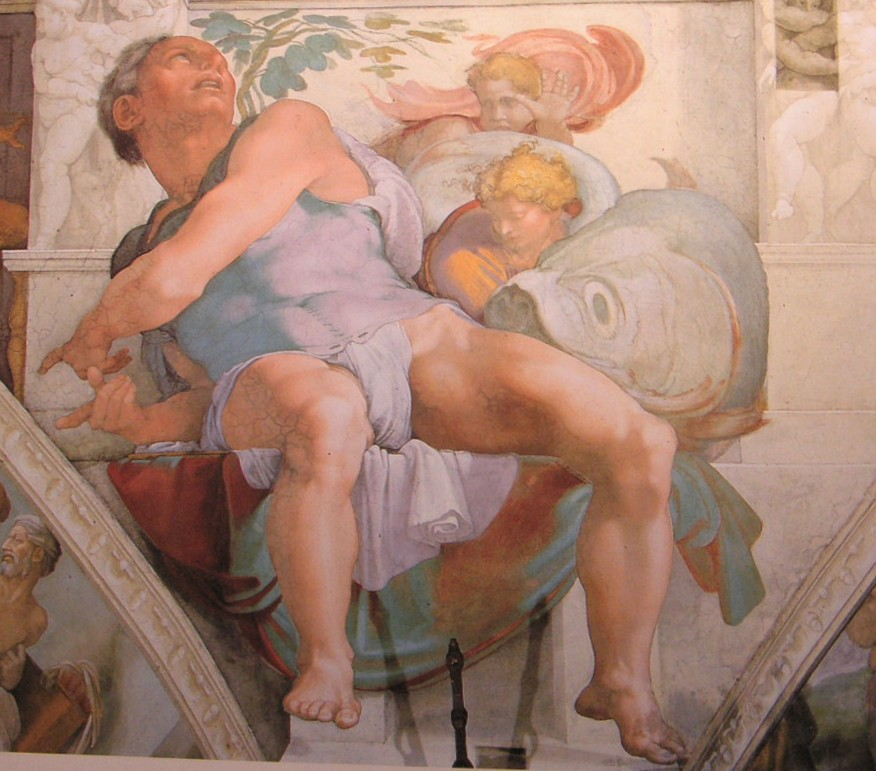
Реставрований Йона. Велика частина драматичної тональності фігури зникла при очищенні, ефект ракурсу зменшився.

Немає жодних сумнівів у тому, що до реставрації вся стеля була брудніша, приглушеніша і монохромніша, ніж входило в наміри Мікеланджело, але коли зображення фресок розглядалися в забрудненому і нереставрованому стані, тонкі розмивання й інтенсивні контури, описаними Беком і Аргімбо, давали про себе знати, наділяючи форми масою та об'ємом.
Художник і біограф Джорджо Вазарі у своїх «Життєписах» описує, як фігура Йони виглядала в середині XVI століття:
Хто не здивується і хто не захопиться, побачивши страшного Йону, цю останню фігуру в капелі. Тут склепіння, яке природно нахиляється вперед, чарівною силою мистецтва ніби вирівнюється через цю постать. Так перемагає майстерність малюнка, світла й тіні.
.
Велика фігура Йони має велике значення для всієї композиції, й образно й теологічно, являючи собою символ воскреслого Христа. Ця постать, що тягнучись назад, звертає погляд до Бога, обіймає вітрило, яке піднімається над вівтарною стіною для підтримки склепіння. Описаний Вазарі, ракурс фігури був новаторським і справив значний вплив на пізніших художників. Очищення цієї значної фігури залишило трохи чорної тіні, видної у лівому краї картини. Все інше, менш інтенсивне, чорні штрихи і розмивання, було видалене, що зменшило вплив радикального ракурсу, а також спустошило велику рибу, геніїв позаду Йони і архітектурні форми в деталях.

### Очі

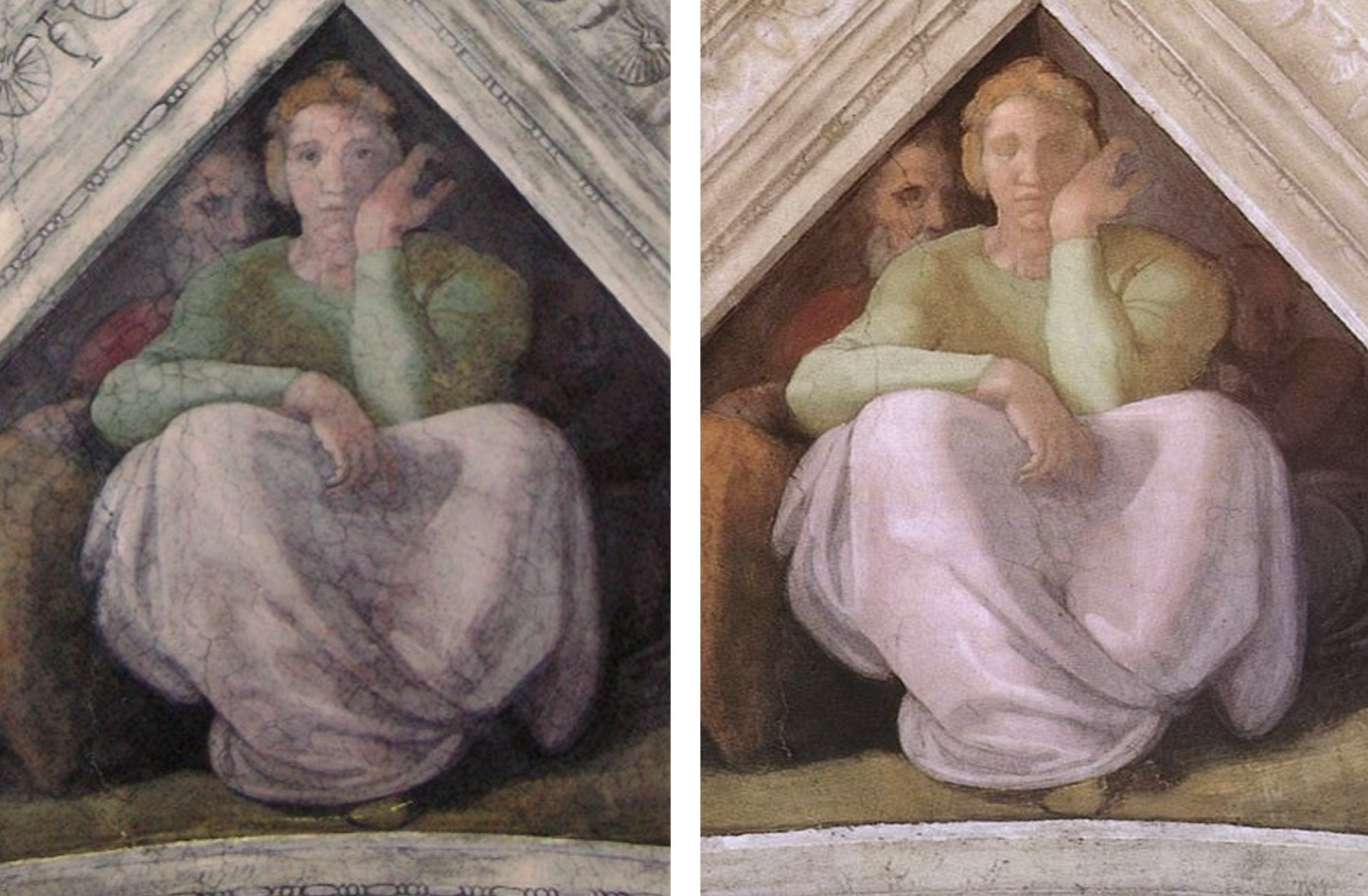
Подібні втрати критики реставрації назвали «пародією». Пазуха склепіння з Єссеєм до і після реставрації. Очі тепер відсутні, як і на багатьох інших фігурах, особливо серед прабатьків. Важлива риса багатьох фігур — очі, ймовірно, в багатьох випадках були намальовані в буон фреско. Вони були видалені реставраторами скрізь, де не були намальовані в буон фреско, а додавались а секко.

Втрачена глибина — не єдиний фактор, який засуджується критиками. Важлива складова роботи Мікеланджело, яка в багатьох місцях зникла назавжди, — це промальовування очей.
Очі є невіддільною частиною найдивовижнішої та найзнаменитішої з фресок — «Створення Адама». Адам дивиться на Бога, Бог дивиться прямо на Адама. І під захисною рукою Бога, Єва звертає захоплений погляд в бік її майбутнього чоловіка. Знову і знову Мікеланджело вимальовує промовисті погляди на обличчях своїх персонажів. Більшість із них, ймовірно, були виконані в буон фреско і збереглися, але деякі — ні. Очні западини родини на люнеті Зоровавель — порожні, як і очі чоловіка на люнеті Амінадава, але найбільше засмутила критиків втрата очей у невеликої фігури в зеленому і білому, що раніше дивилася з темряви пазухи склепіння Єссея.
Аргімбо говорить:
Ви коли-небудь відчували, що деякі речі ніколи не пов'януть і залишаться джерелом натхнення на всі часи? Такою була Сікстинська капела, але тепер вона хімічно позбавлена божественного одкровення і виглядає разюче недоречною. … Це обов'язок реставратора — не змінювати намірів художника, і науковець не може допомогти собі. Кого цікавить, що Колалуччі відкрив Мікеланджело як колориста і може пояснити колористичні тенденції Понтормо і Россі. Його справа — забезпечити, щоб все залишилося на місцях і було залишене у спокої. У порівнянні фотографій «до» і «після» є багато доказів того, що Колалуччі вилучив фрагменти а секко і залишив багато ділянок в стані недороблених ескізів … Доказ навіть однієї зміни наміру художника — це халатність, а таких є багато.— Аргімбо
Річард Серрін у своїй статті «Брехня і проступки, відвідання Сікстинської капели Джанлуїджі Колалуччі» пише:
[Так звана] Славетна реставрація фресок Мікеланджело знищила їх назавжди. Жодні слова не зможуть повернути їх до життя. Ми можемо лише голосно говорити про це, документуючи відповідальність ватиканських реставраторів, щоб це не пройшло непоміченим.— Річард Серрін

## Відновлення світла
Карло П'єтранджелі, колишній генеральний директор музеїв Ватикану, писав про реставрацію: «Це як відкрити вікно у темній кімнаті й побачити, як вона наповнилася світлом». Його слова перегукуються зі словами Джорджо Вазарі, який у XVI столітті сказав про стелю Сікстинської капели:
|  | Та навіть наслідувати цей твір дуже важко. Він дійсно був і є провідною зорею нашого мистецтва; він дав стільки молодості й світла живопису, що цього вистачить, щоб навіки освітлювати світ, що перебував у темряві цілі століття. |

П'єтранджелі в передмові до своєї «Сікстинської капели», написаної після реставрації люнетів, але до реставрації стелі, віддає належне тим, хто мав мужність почати процес реставрації, і дякує не лише тим, хто відвідував реставрацію, коли вона тривала, і допомагав своїми знаннями і досвідом, а й тим, хто ставився до проєкту критично. П'єтранджелі визнав, що ці люди спонукали команду до педантичного документування, щоб повний звіт про критерії та методи був доступний всім, хто цікавитиметься як сьогодні, так і в майбутньому.

## Коментарі

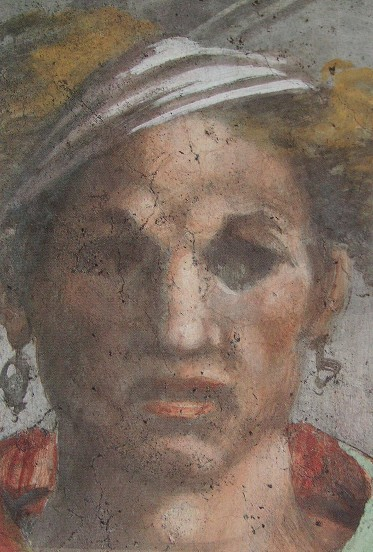
З люнету Амінадава.